# Marcel Pétiot

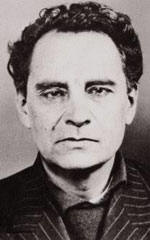
Marcel Pétiot

Marcel André Henri Félix Pétiot, född 17 januari 1897 i Auxerre, Frankrike, död 25 maj 1946 i Paris, var en fransk läkare och seriemördare.

## Biografi
Det görs i olika källor påståenden om Pétiots brottslighet och kriminella handlingar under hans ungdom, men det är oklart om dessa tillkom i efterhand för offentligt bruk. Det bör dock noteras att en psykiater diagnostiserade honom som psykiskt sjuk den 26 mars 1914 och Pétiot avvisades från skolan flera gånger. Han avslutade sin utbildning i en särskild akademi i Paris i juli 1915.
Under första världskriget deltog Pétiot frivilligt i den franska armén från 1916. I andra slaget vid Aisne, blev han dock sårad och gasad, och uppvisade fler symptom på psykiskt sammanbrott. Han skickades därför till olika vilohem. På ett psykiatriskt sjukhus i Fleury-les-Aubrais, fick han åter diagnos på olika psykiska sjukdomar, men återfördes till fronten i juni 1918. En ny diagnos senare var det dock tillräckligt för honom att bli frikallad med förtidspension.

### Medicinsk och politisk karriär
Efter kriget började Pétiot ett utbildningsprogram avsett för krigsveteraner, avslutade den medicinska utbildningen på åtta månader, och blev praktikant på mentalsjukhuset i Évreux. Han tog därpå sin läkarexamen i december 1921 och flyttade till Villeneuve-sur-Yonne, där han avlönades för sina tjänster både från patienterna och från statliga medicinska medel. Vid det laget hade han redan börjat använda beroendeframkallande narkotika. Han fick rykte om tvivelaktigt medicinskt praktiserande, såsom utdelning av narkotika, utförande av illegala aborter och stölder.
Pétiots första offer kan ha varit Louise Delaveau (dotter till en äldre patient), med vilken han hade en affär 1926. Delaveau försvann i maj och grannar sade senare att de hade sett Pétiot lasta en koffert i sin bil. Polisen undersökte saken men så småningom avvisade hennes fall som ej utredbart. Samma år kandiderade Pétiot i valet till borgmästare i staden och vann, men under sin mandatperiod förskingrade han medel från staden.  Han blev slutligen suspenderad som borgmästare och avgick i augusti 1931, men han hade fortfarande många anhängare, och byrådet avgick också i sympati. Fem veckor senare valdes han som ledamot av det styrande rådet för Yonne Département. År 1932 blev han där anklagad för att ha stulit el från byn, och han förlorade sin plats i rådet. Under tiden hade han redan flyttat till Paris.
I Paris lockade Pétiot patienter med falska referenser och byggde upp ett imponerande rykte för sin praktik på 66 Rue de Caumartin. Det fanns dock rykten om illegala aborter och alltför frikostiga förskrivningar av beroendeframkallande medel. År 1936 utsågs han till médecin d’état-civil, med behörighet att skriva dödsattester. Samma år blev han en kort tid institutionaliserad för kleptomani, men släpptes året därpå. Han envisades fortfarande också  med skattesmitning.

### Andra världskriget
Efter Frankrikes nederlag mot Tyskland 1940, blev franska medborgare uttagna för tvångsarbete i Tyskland. Pétiot lämnat oriktiga medicinsk invaliditetscertifikat till människor som tagits ut. Han behandlade också sjukdomar hos arbetare som hade återvänt. I juli 1942 dömdes han för överutskrivning av narkotika, trots att två missbrukare som skulle ha vittnat mot honom hade försvunnit.
Pétiots mest lukrativa verksamhet under ockupationen var hans falska flyktväg. Under kodnamnet "Dr Eugène", låtsades han ha ett sätt att få folk, som ville fly tyskarna eller Vichyregeringen i säkerhet utanför Frankrike. Han hävdade att han kunde ordna en passage till Argentina eller någon annanstans i Sydamerika genom Portugal, till ett pris av 25.000 franc per person. Tre medbrottslingar, Raoul Fourrier, Edmond Pintard och René-Gustave Nézondet, rekryterade offer för "Dr Eugène", såsom judar, motståndskämpar, och vanliga brottslingar. När offren var under hans kontroll, berättade Pétiot för dem att argentinska tjänstemän krävde att alla inkommande till landet skulle ympas mot sjukdomar, och med denna ursäkt injicerade han dem med cyanid. Sedan tog han alla deras värdesaker och förde bort eller destruerade kropparna.

### Upptäckten av mord
Den 11 mars 1944 klagade Pétiots grannar i Rue Le Sueur till polisen över en vidrig stank i området och stora mängder rök böljande från en skorsten på huset. Med fruktan för en skorstensbrand, tillkallade polisen brandmän, som gick in i huset och fann en rytande brand i en kolspis i källaren. I branden, och spridda i källaren, fanns mänskliga kvarlevor.
Pétiot fängslades i La Santé-fängelset. Han hävdade att han var oskyldig och att han endast hade dödat fiender till Frankrike. Han sade att han hade upptäckt högen av organ i 21 Rue le Sueur i februari 1944 men hade antagit att det var kollaboratörer som dödats av medlemmar av hans motstånds-"nätverk". Rättegång började den 19 mars 1946 med 135 åtal. Pétiot dömdes till döden för 26 fall av mord. Den 25 maj blev han halshuggen, efter en fördröjning under några dagar på grund av ett problem i mekanismen som frigjorde giljotinen.